# Col d'Anterne
Le col d'Anterne (2 257 mètres) marque le passage entre le Faucigny et le massif de Pormenaz. Le col est encadré à l'ouest par la pointe d'Anterne (2 733 mètres) et à l'est par la tête de Moêde (2 459 mètres). Le col offre un point de vue privilégié sur les aiguilles Rouges et le massif du Mont-Blanc.

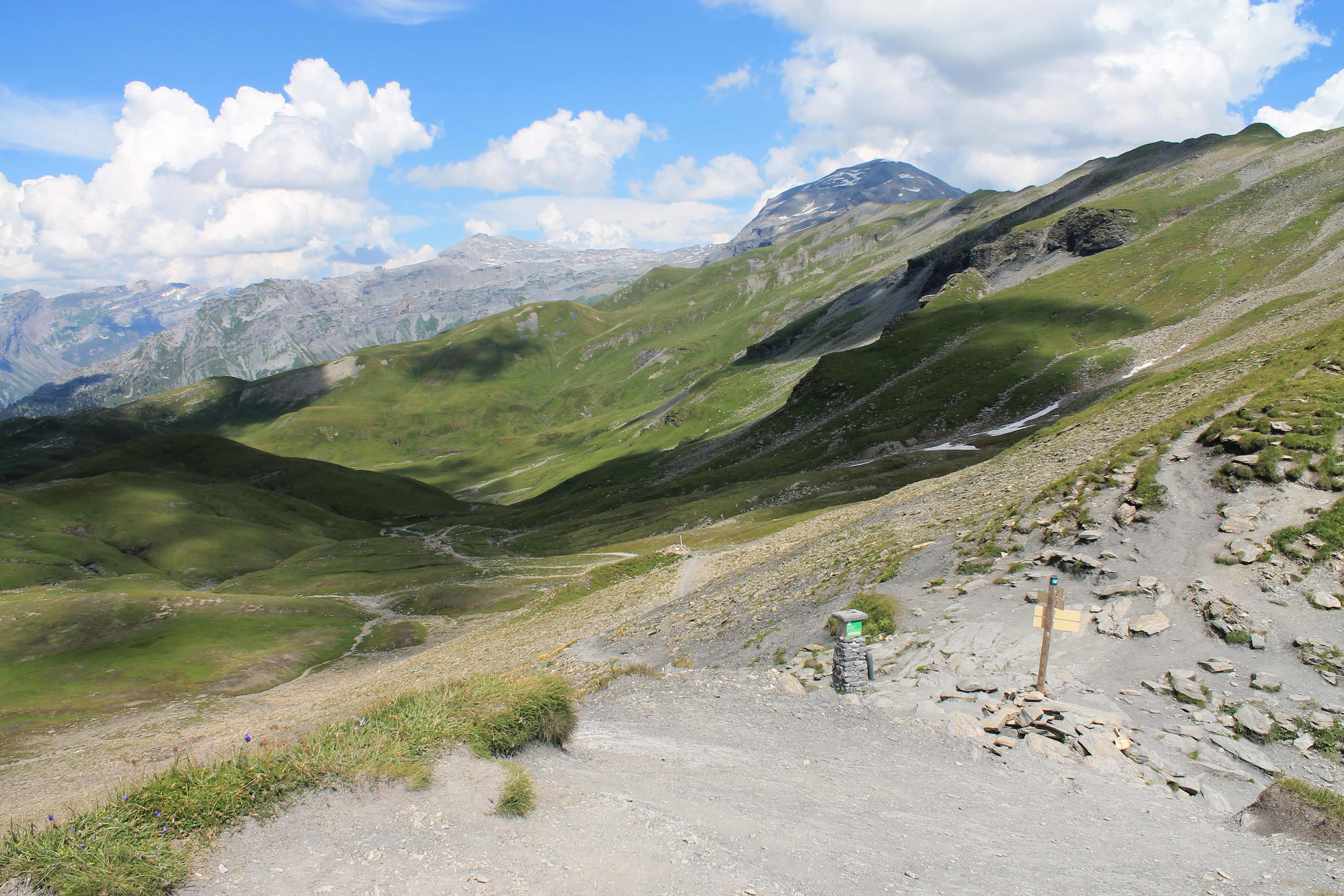
Vue du versant nord du col.
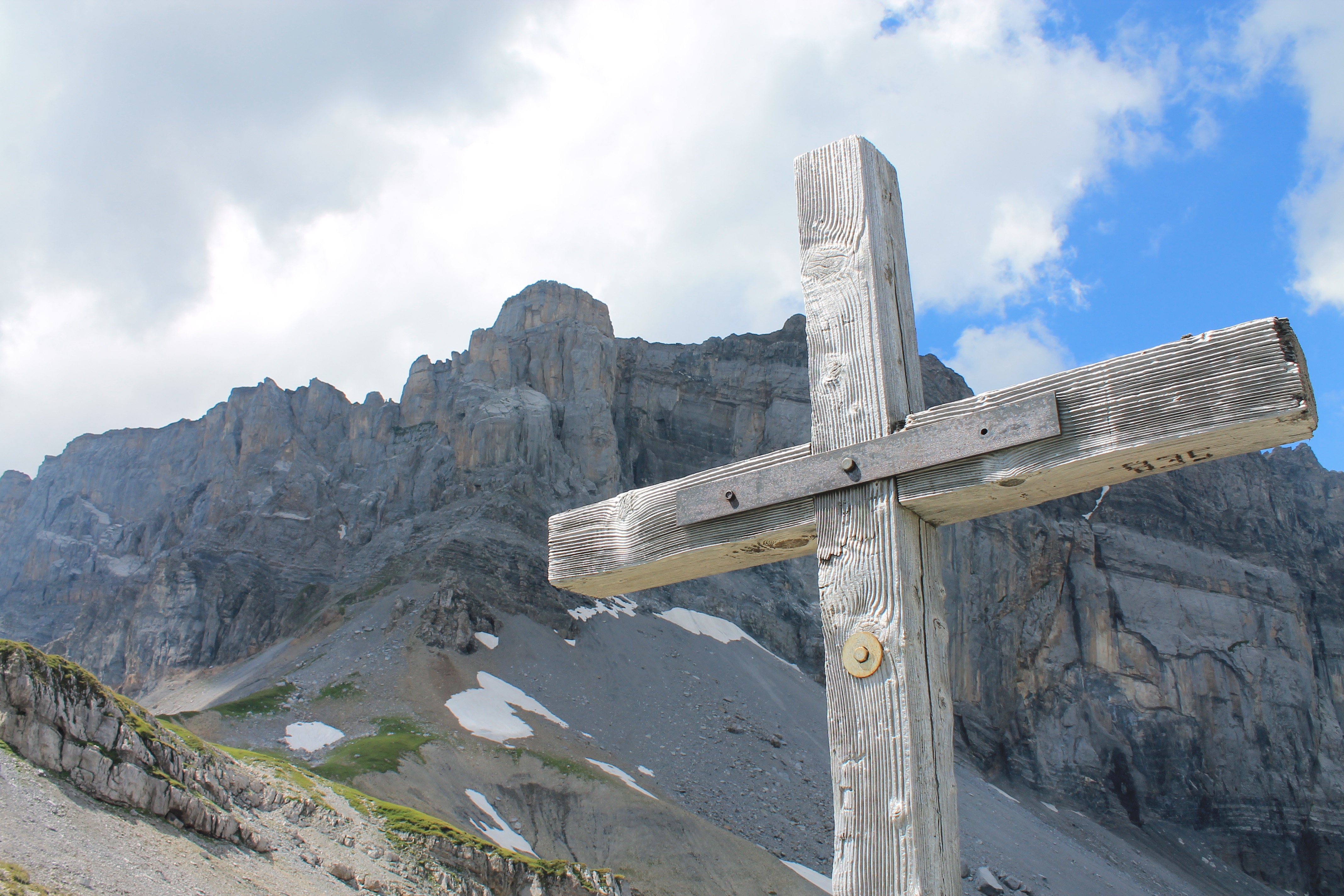
Croix du col.
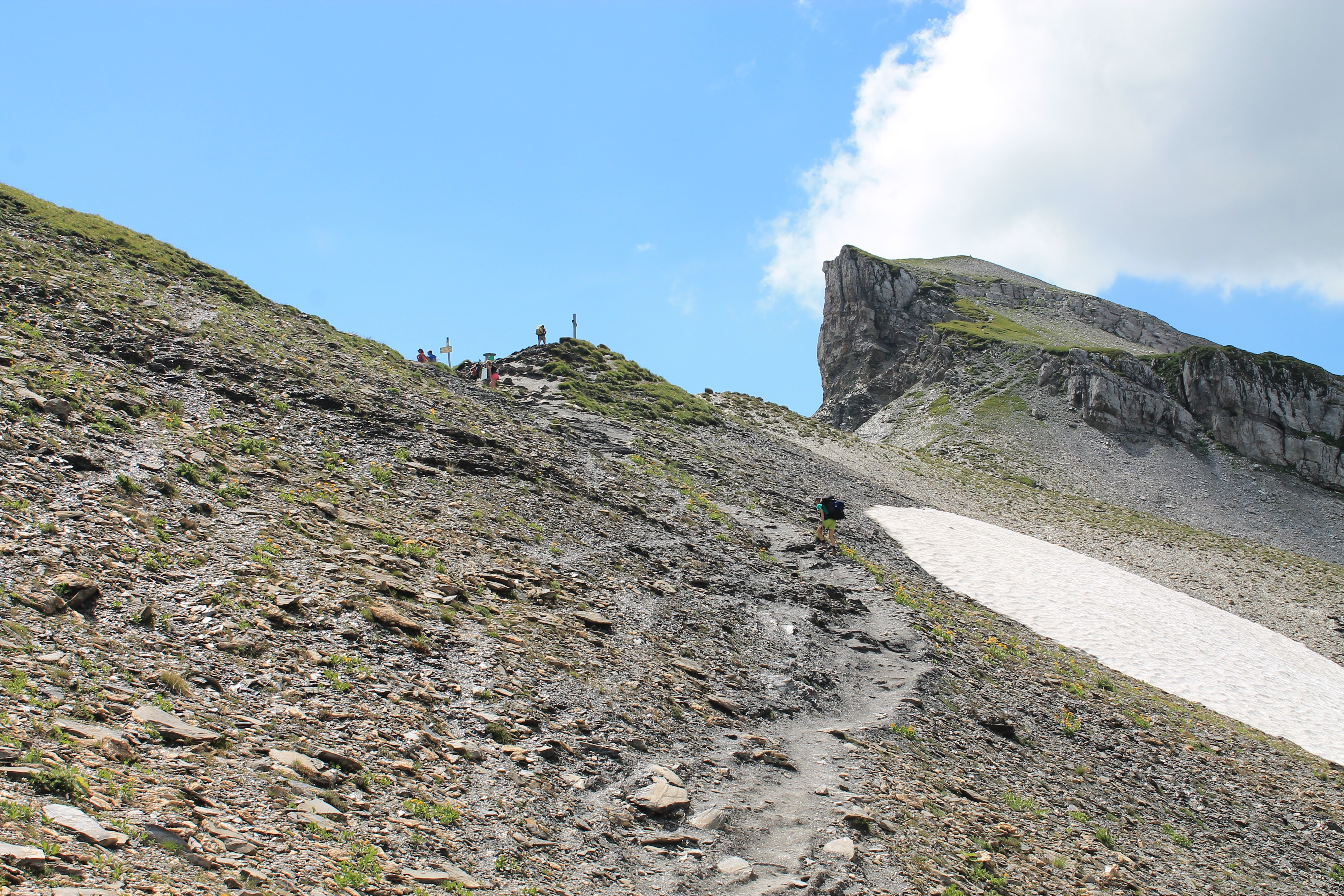
Versant nord du col, depuis le vallon de Sales.
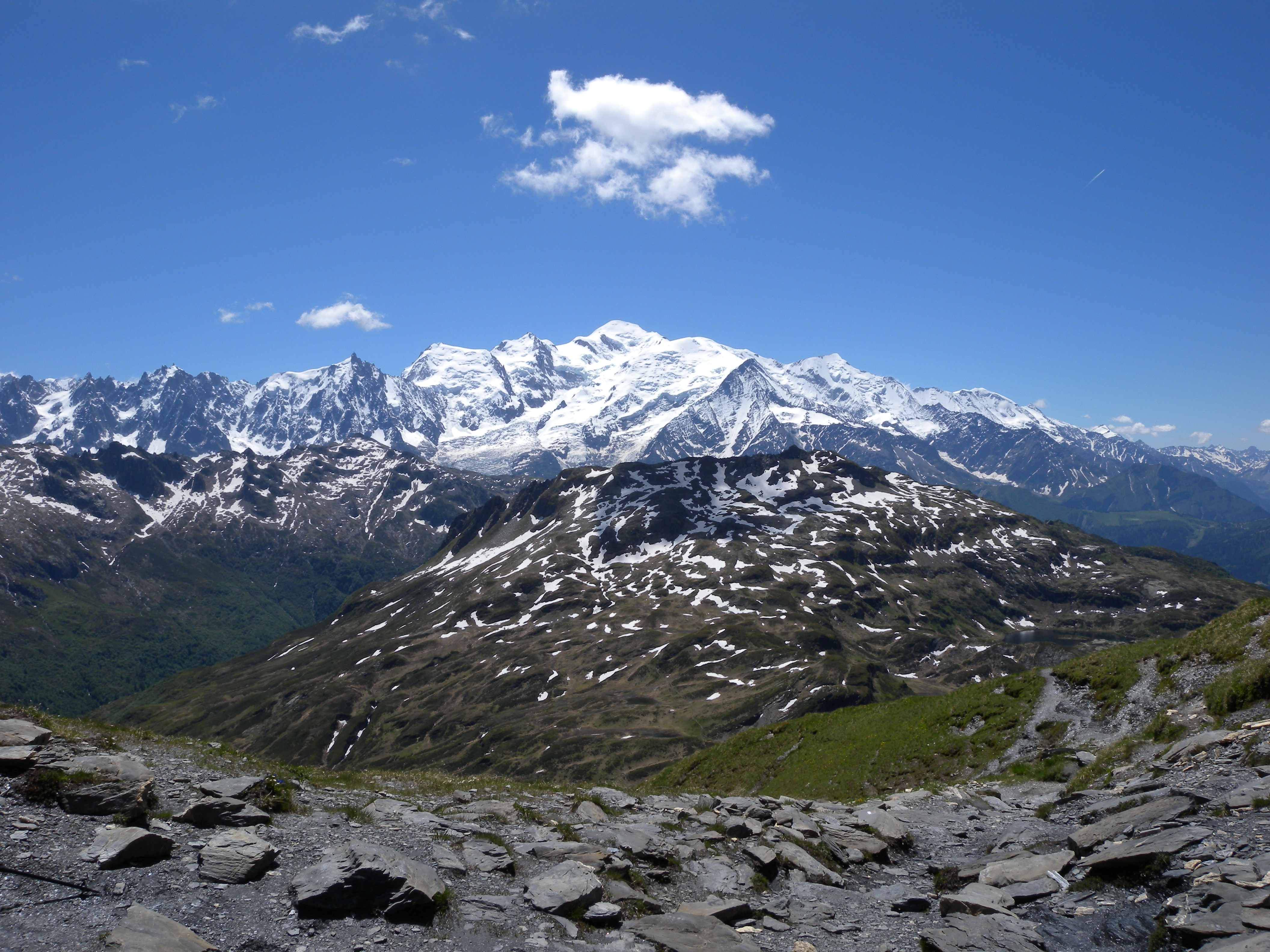
Le mont Blanc depuis le col d'Anterne. Au premier plan, le massif de Pormenaz.

## Accès
- au départ de Plaine Joux (plateau d'Assy, 1 000 mètres de dénivelé) ;
- au départ de Servoz (Le Mont) ;
- depuis le lac d'Anterne (30–45 minutes, 200 mètres de dénivelé) ;

Croix au col d'Anterne.

- depuis Sixt (1 000 mètres de dénivelé).